# Кузнецкие медведи
Хоккейный клуб «Кузнецкие медведи» — молодёжная команда по хоккею с шайбой из города Новокузнецка. Образована на основе фарм-клуба «Металлург» — «Металлург-2». С 2009 года выступает в Чемпионате Молодёжной хоккейной лиги.
Домашние матчи проводит во Дворце спорта Кузнецких Металлургов.
Серебряные призёры чемпионата МХЛ сезона 2009/2010. В финале уступили «Стальным лисам» из Магнитогорска.

## История выступлений

### История выступлений

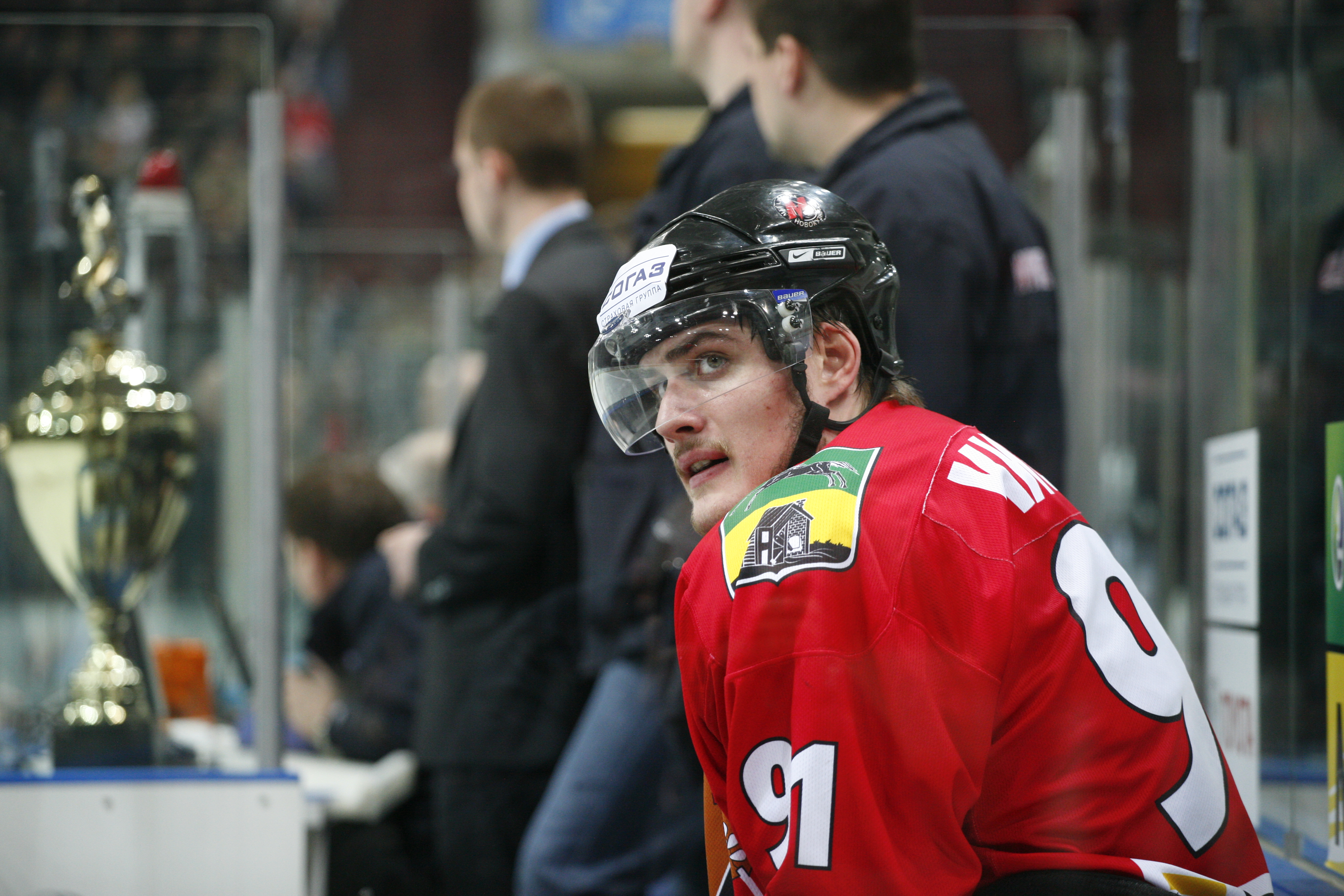
Максим Кицын
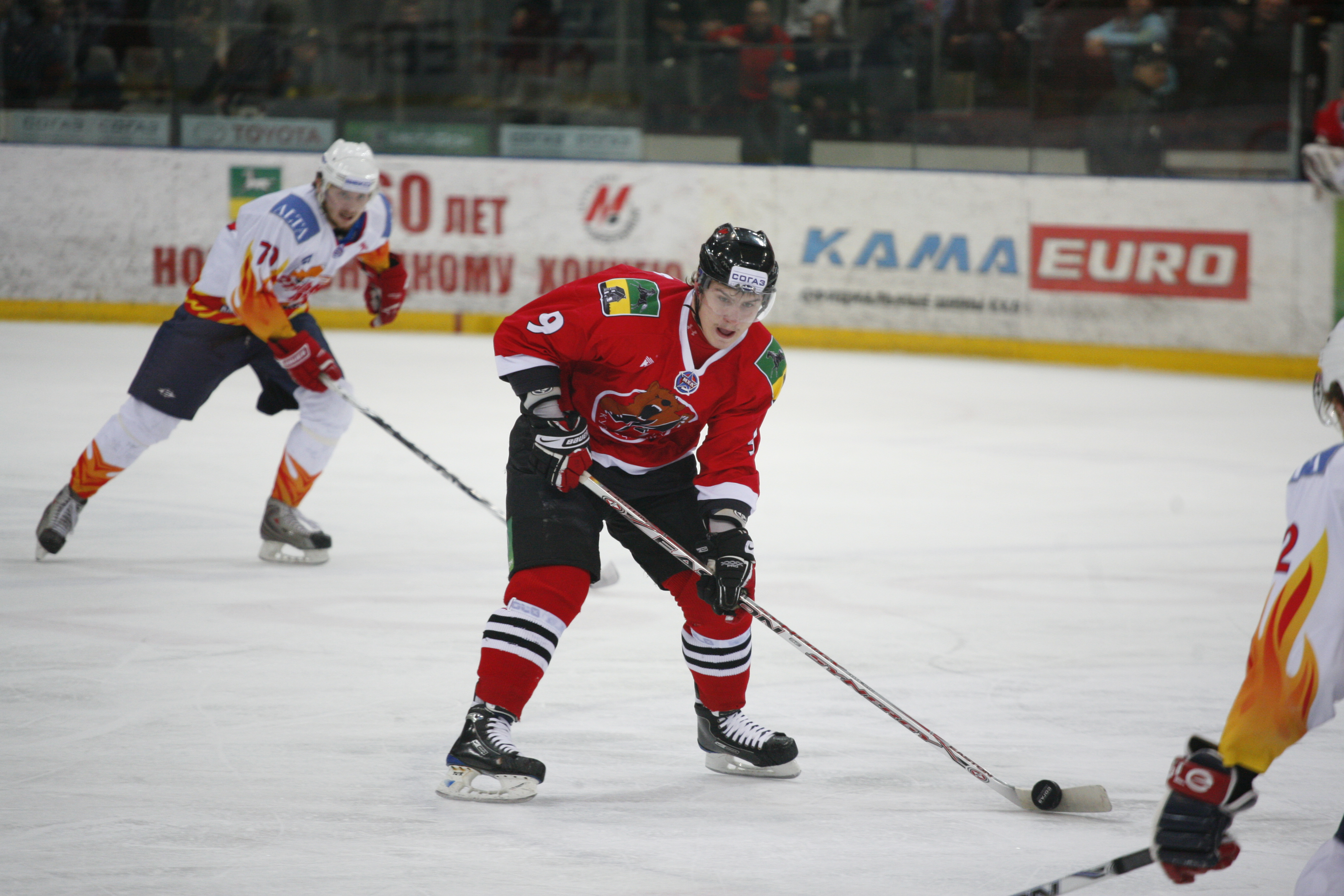
Дмитрий Орлов
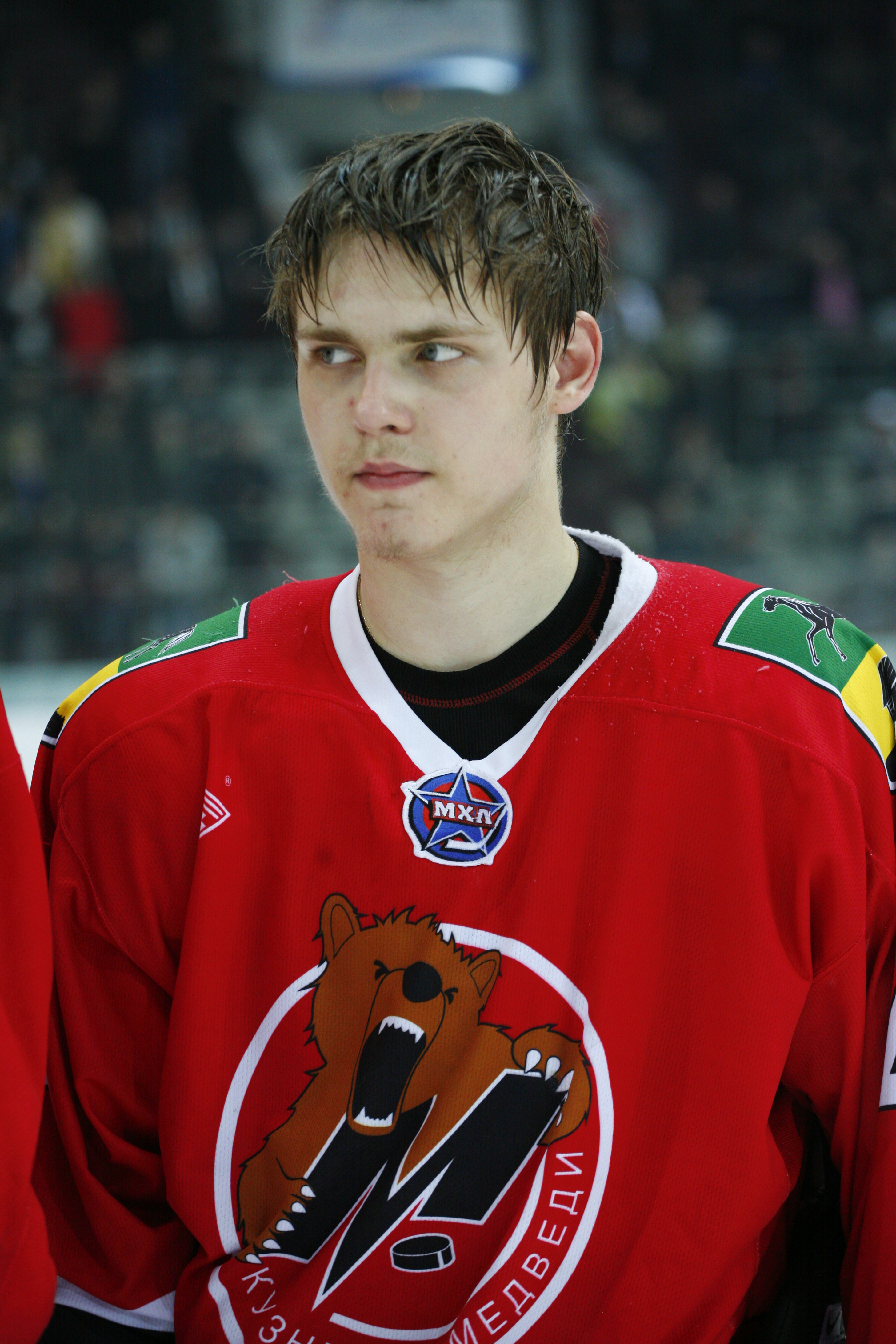
Захар Арзамасцев
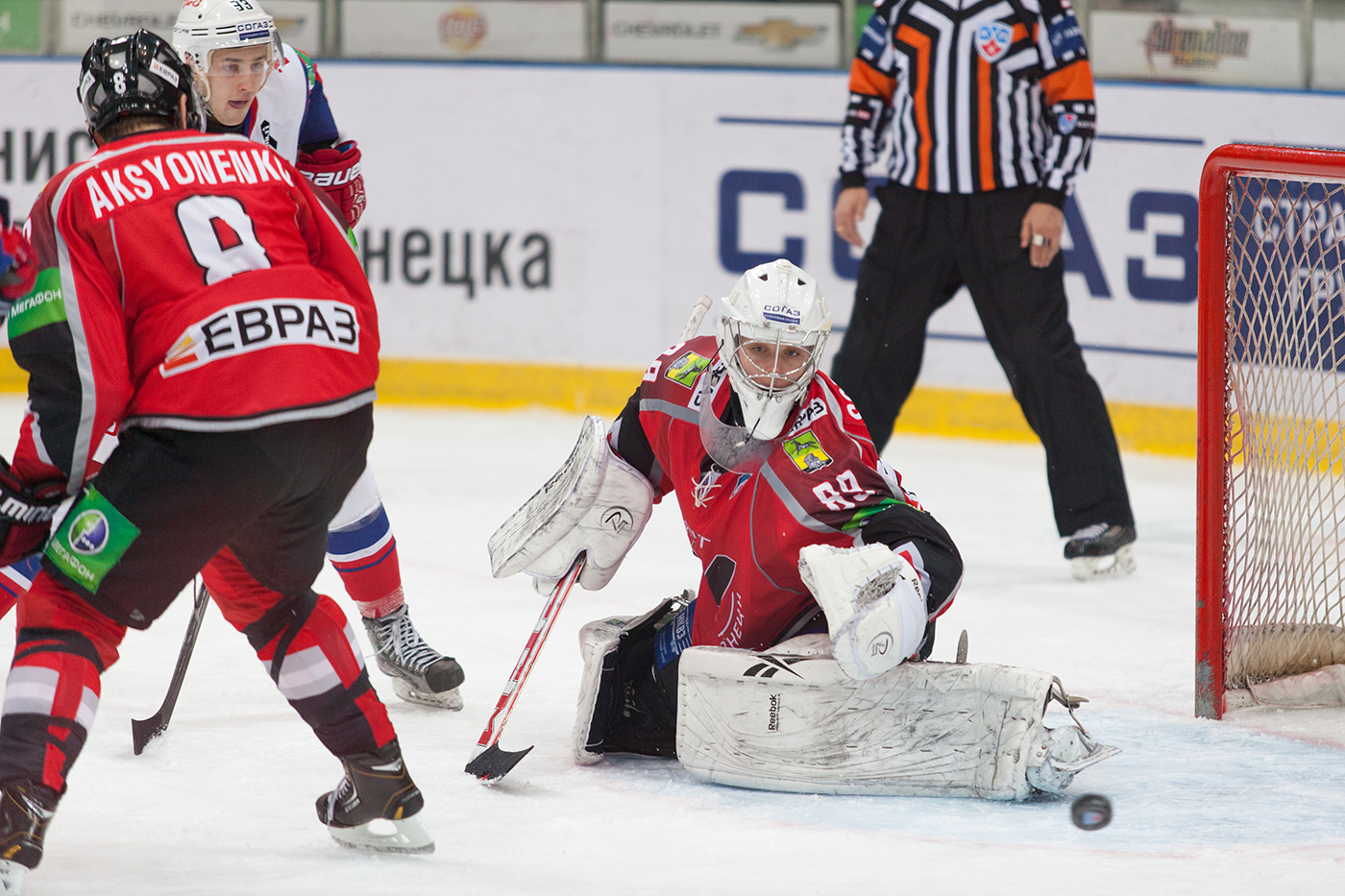
Илья Сорокин
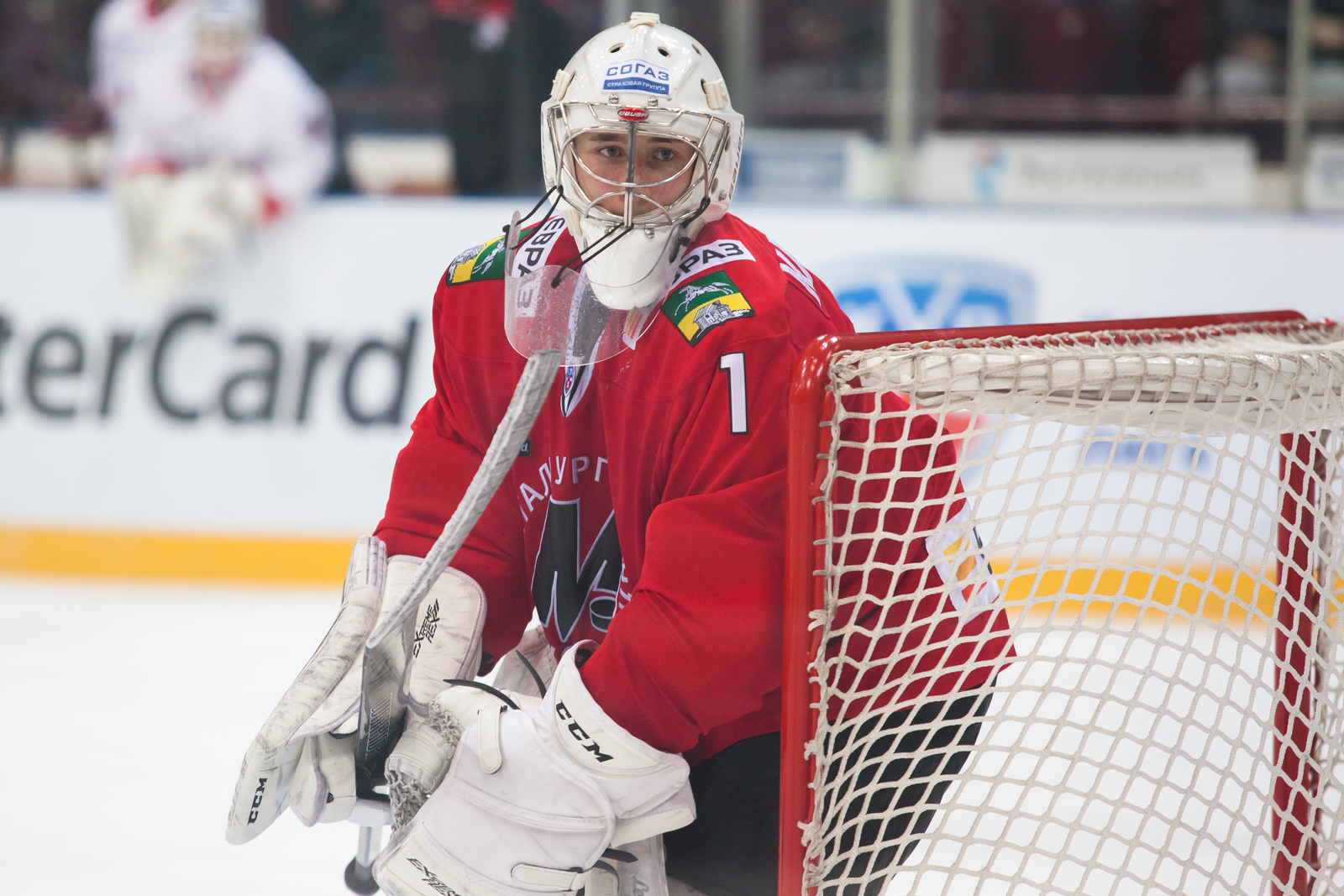
Андрей Кареев

#### Сезон 2009/2010
Лучшим достижением «Кузнецких Медведей» в плей-офф является выход в финал в первом сезоне МХЛ 2009/10. Новокузнечане под руководством Сергея Красильникова завоевали серебряные медали. В 1/8 финала «Кузнецкие Медведи Медведи» стартовали с победы в серии 3:1 над московскими «Крыльями Советов» — 5:6, 3:2, 3:0, 4:3. В четвертьфинале новокузнечане играли с «Реактором» из Нижнекамска и также добились успеха в серии с результатом 3:1 (7:4, 4:1, 1:3, 4:1). В ½ финала их соперником стал «Толпар». «Медведи» после 3 матчей в серии уступали 1:2 (1:2, 2:1 Б, 1:3). Но выиграв четвертый матч в Новокузнецке (4:2), отыгрались. А в решающем пятом поединке, который проходил в Уфе, выиграли — 6:1! В финале «Кузнецкие Медведи» играли со «Стальными лисами».
Серия против Магнитки началась с поражений в гостях — 3:5 и 3:4. На первую финальную игру в Новокузнецке пришло 7200 зрителей. «Медведи» порадовали своих болельщиков победой 2:0. Но сравнять счет в серии не получилось. На следующий день команда проиграла 2:3 и уступила в серии 1:3. Став в итоге серебряным призером сезона. За новокузнечан тогда в частности выступали: вратарь Сергей Бобровский, в сезоне 2016/2017 побивший несколько рекордов «Коламбуса» в НХЛ и занимающий 1 место в лиге по числу выигранных матчей в регулярном чемпионате; защитник Захар Арзамасцев, дебютировавший в сезоне 2016/2017 в составе сборной России, принимавший участие в Матче звезд КХЛ и защитник Дмитрий Орлов, по показателю полезности в НХЛ сейчас (сезон 2016/2017) входящий в пятерку лучших хоккеистов всей лиги.

#### Сезон 2010/2011
В сезоне 2010/2011 «Кузнецкие Медведи» впервые в своей истории остались без кубковых матчей.

#### Сезон 2011/2012
В 2012 году новокузнечане в плей-офф стартовали с 1/8 финала. Соперником новокузнечан был «Толпар». Уфимцев команда одолела за 3 матча (6:3, 3:0, 2:1), дважды обыграв в гостях и одержав победу в Новокузнецке. Ворота «Толпара», в тех играх защищали голкипер «Металлурга» Рафаэль Хакимов и Андрей Василевский, сейчас (сезон 2016/2017) выступающий в НХЛ за «Тампу». В ¼ финала «Медведи» играли с «Омскими ястребами» — будущим обладателем Кубка Харламова. Серия началась удачно, с победы на выезде по буллитам 4:3. Но в следующих трех матчах были поражения — 1:2, 1:3, 2:3. За новокузнечан тогда играли в частности: защитник Федор Беляков, в сезоне 2016/17 установивший новый рекорд в КХЛ по количеству заблокированных бросков в составе «Сибири»; нападающий Михаил Фисенко, сейчас являющийся помощником капитана в «Адмирале» и форвард Антон Слепышев, в сезоне 2016/2017 забросивший свою первую шайбу в НХЛ в составе «Эдмонтона».

#### Сезон 2012/2013
В 2013 году борьба за главный трофей МХЛ для новокузнечан начиналась опять же со стадии 1/8 финала. Команду ожидало противостояние с «Омскими Ястребами». «Медведи» уступили в серии 0:3 (3:4 Б, 0:2, 1:5). Хотя одержать как минимум одну победу шансы были. В первом поединке в Омске новокузнецкая команда вела 1:0, 2:1 и 3:2, а в итоге уступила по буллитам. «Ястребы» тогда стали чемпионами. У «Медведей» основным голкипером был сильнейший вратарь КХЛ сезона 2015/2016, игрок сборной России и ЦСКА Илья Сорокин.

#### Сезон 2013/2014

Первый логотип команды «Кузнецкие Медведи»

В 2014 году «Медведи» стартовали в плей-офф со стадии 1/16 финала. Соперником новокузнечан стал бердский «Кристалл». После матчей на выезде счет в серии был 1:1 (6:5 Б, 2:4). Первый поединок плей-офф во Дворце спорта завершился в пользу «Медведей» (3:1), но оформить выход в следующую стадию турнира на своем льду у не получилось — «Кристалл» взял реванш за поражение с идентичным счетом. И решающий матч предстояло проводить в Бердске. В пятом поединке уже в стартовом периоде новокузнечане сняли все вопросы о победителе, забросив в ворота соперника 5 безответных шайб. Игра закончилась со счетом 6:3, «Медведи» выиграли серию 3:2 и вышли в 1/8 финала. Далее «Кузнецких Медведей» ждала встреча с казанским «Барсом». Проиграв на выезде 1:3 и 0:3, новокузнечане уступили и в домашнем поединке 1:6. «Барс» в итоге прошел дальше, добрался до полуфинальной стадии, где уступил будущему чемпиону — московскому «Спартаку». Основным голкипером «Медведей» был Андрей Кареев, в сезоне 2016/2017 получивший вызов в состав олимпийской сборной России. Играл за команду нападающий Артем Антипов, затем дебютировавший в КХЛ в составе ЦСКА.

#### Сезон 2014/2015
В 2015 году новокузнечане на первой стадии Кубка Харламова проиграли «Белым медведям» в серии 0:3 (1:2, 3:5, 3:5). Главным тренером челябинцев, дошедших в итоге до полуфинала, был Анвар Гатиятулин, сейчас с успехом работающий в КХЛ с «Трактором» (сезон 2016/2017). Самым результативным в играх на выбывание у «Медведей» стал Дмитрий Старченко, теперь являющийся одним из тренеров новокузнечан.

#### Сезон 2015/2016
В этом сезоне «Кузнецкие Медведи» выступление в борьбе за Кубок Харламова завершили на стадии 1/8 финала. Новокузнечане уступили в серии «Стальным лисам» 1:3 (2:3 Б, 3:5, 3:2, 0:3). Эти игры стали последними в составе команды нашего города для Кирилла Капризова, который в сезоне 2016/2017 удачно дебютировал за первую сборную России на этапе Евротура, забросил в КХЛ 23 шайбы и занял 2 место в «Салавате Юлаеве» по итогам регулярного чемпионата по числу набранных очков.

#### Сезон 2016/2017
«Кузнецкие Медведи» в 60 сыгранных матчах одержали победы в 31. До этого лучший показатель по выигрышам был показан в сезоне 2011/2012 — 28 побед в 60 поединках.
«Кузнецкие Медведи» завершили первый этап чемпионата МХЛ 2016/2017 на 4 месте в конференции «Восток», набрав 113 очков, что также стало наивысшим показателем за всю историю команды. 3,73 шайбы за игру (224 в 60 матчах) — еще один рекорд для «Медведей». Также этот показатель стал третьим среди всех команд МХЛ по итогам сезона. Больше новокузнечан забивали только хоккеисты «Омских ястребов» (230) и «Мамонтов Югры» из Ханты-Мансийска (226).
Нападающие «Кузнецких Медведей» Константин Пархоменко и Андрей Караваев по итогам регулярного сезона расположились в списках лидеров лиги сразу по нескольким показателям. D гонке бомбардиров Караваев занял третью строчку с 79 (28+51) баллами за результативность в 54 сыгранных матчах, Пархоменко — четвертый с 70 (31+39) очками в 52 играх. Среди снайперов чемпионата Пархоменко третий, Караваев шестой. По количеству результативных передач Караваев и Пархоменко заняли второе место в лиге и пятое соответственно.
Результативные показатели Андрея Караваева стали лучшими за всю историю «Кузнецких Медведей». Нападающий превзошел результат Константина Турукина сезона 2011/2012 — 62 (26+36) баллов в 60 матчах.
На стадии 1/8 финала розыгрыша Кубка Харламова «Кузнецкие Медведи» выиграли у «Сармат» Оренбург (3:4 Б, 4:3 ОТ, 5:1, 3:4, 6:1). В четвертьфинале «Медведи» победили «Ирбис» Казань. (3:4 Б, 1:6, 4:3, 3:1, 4:2). В 1/2 уступили «Красной армии» (4:5, 3:5, 2:4).

## Статистика

### Статистика регулярных чемпионатов МХЛ

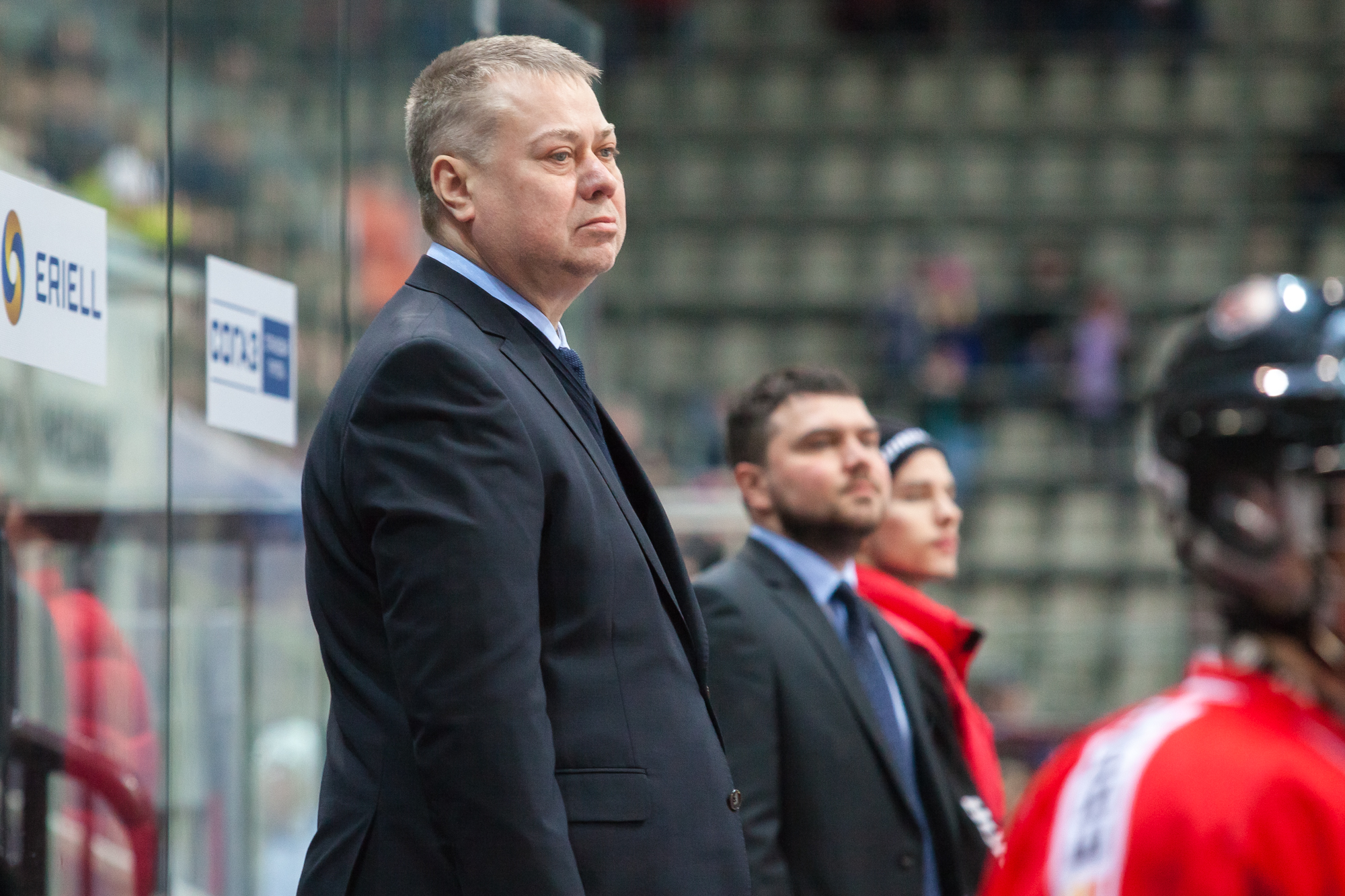
Александр Китов — главный тренер команды.

| Статистика регулярных чемпионатов МХЛ | Статистика регулярных чемпионатов МХЛ | Статистика регулярных чемпионатов МХЛ | Статистика регулярных чемпионатов МХЛ | Статистика регулярных чемпионатов МХЛ | Статистика регулярных чемпионатов МХЛ | Статистика регулярных чемпионатов МХЛ | Статистика регулярных чемпионатов МХЛ | Статистика регулярных чемпионатов МХЛ | Статистика регулярных чемпионатов МХЛ | Статистика регулярных чемпионатов МХЛ |                   |
| Сезон                                 | Место                                 | Игр                                   | Выигрыши                              | Выигрыши в овертайме                  | Выигрыши в послематчевых буллитах     | Проигрыши в послематчевых буллитах    | Проигрыши в овертайме                 | Проигрыши                             | Шайб забито - пропущено               | Очки                                  | % набранных очков |
| ------------------------------------- | ------------------------------------- | ------------------------------------- | ------------------------------------- | ------------------------------------- | ------------------------------------- | ------------------------------------- | ------------------------------------- | ------------------------------------- | ------------------------------------- | ------------------------------------- | ----------------- |
| 2009/2010                             | 8/10                                  | 54                                    | 17                                    | 1                                     | 2                                     | 2                                     | 0                                     | 32                                    | 175-194                               | 59                                    | 36.4              |
| 2010/2011                             | 6/7                                   | 53                                    | 15                                    | 0                                     | 3                                     | 2                                     | 1                                     | 32                                    | 142-174                               | 54                                    | 33.3              |
| 2011/2012                             | 3/8                                   | 60                                    | 28                                    | 2                                     | 9                                     | 1                                     | 5                                     | 15                                    | 218-164                               | 112                                   | 62.2              |
| 2012/2013                             | 8/16                                  | 60                                    | 28                                    | 2                                     | 1                                     | 6                                     | 2                                     | 21                                    | 186-165                               | 98                                    | 54.4              |
| 2013/2014                             | 11/20                                 | 56                                    | 19                                    | 5                                     | 2                                     | 5                                     | 1                                     | 24                                    | 160-190                               | 77                                    | 45.8              |
| 2014/2015                             | 16/19                                 | 52                                    | 15                                    | 3                                     | 4                                     | 2                                     | 0                                     | 28                                    | 112-141                               | 61                                    | 39.1              |
| 2015/2016                             | 7/16                                  | 44                                    | 20                                    | 1                                     | 2                                     | 5                                     | 0                                     | 16                                    | 139-133                               | 71                                    | 53.7              |
| 2016/2017                             | 4/16                                  | 60                                    | 31                                    | 4                                     | 4                                     | 1                                     | 3                                     | 17                                    | 224-176                               | 113                                   | 62.7              |

### Статистика плей-офф МХЛ
В сезоне 2016/2017 «Кузнецкие Медведи» шестой сезон подряд приняли участие в матчах на выбывание. В пятый раз такого результата хоккеисты добились под руководством Александра Китова. Регулярный чемпионат сезона 2016/2017 стал лучшим в истории команды. Под началом Александра Сергеевича «Медведи» заработали свой наибольший процент набранных очков (см. таблицу). Так в ходе сезона новокузнечанам удалась серия из 16 поединков, в которых команда неизменно зарабатывала очки, в частности одержав 10 побед подряд.
Из числа команд, которые вышли на «Востоке» в плей-офф 2017, «Медведи» забросили наибольшее число шайб, опять же установив личный рекорд за время выступления в МХЛ. Предыдущее достижение в результативности новокузнечанами было оформлено также под руководством Александра Китова, в 2012 году — тогда было забито 218 голов. Сейчас при том же количестве игр (60), «Медведи» отличились на 6 шайб больше.
| Статистика плей-офф МХЛ | Статистика плей-офф МХЛ | Статистика плей-офф МХЛ | Статистика плей-офф МХЛ | Статистика плей-офф МХЛ | Статистика плей-офф МХЛ           | Статистика плей-офф МХЛ            | Статистика плей-офф МХЛ | Статистика плей-офф МХЛ | Статистика плей-офф МХЛ | Статистика плей-офф МХЛ |
| Сезон                   | Место                   | Игр                     | Выигрыши                | Выигрыши в овертайме    | Выигрыши в послематчевых буллитах | Проигрыши в послематчевых буллитах | Проигрыши в овертайме   | Проигрыши               | Шайб забито - пропущено | Очки                    |
| ----------------------- | ----------------------- | ----------------------- | ----------------------- | ----------------------- | --------------------------------- | ---------------------------------- | ----------------------- | ----------------------- | ----------------------- | ----------------------- |
| 2009/2010               | 2/16                    | 17                      | 9                       | 0                       | 1                                 | 0                                  | 1                       | 6                       | 55-41                   | 30                      |
| 2010/2011               | —                       | —                       | —                       | —                       | —                                 | —                                  | —                       | —                       | —                       | —                       |
| 2011/2012               | 6/16                    | 7                       | 3                       | 0                       | 1                                 | 0                                  | 0                       | 3                       | 19-15                   | 11                      |
| 2012/2013               | 14/16                   | 3                       | 0                       | 0                       | 0                                 | 1                                  | 0                       | 2                       | 4-11                    | 1                       |
| 2013/2014               | 16/32                   | 8                       | 2                       | 0                       | 1                                 | 0                                  | 0                       | 5                       | 20-28                   | 8                       |
| 2014/2015               | 26/32                   | 3                       | 0                       | 0                       | 0                                 | 0                                  | 0                       | 3                       | 7-12                    | 0                       |
| 2015/2016               | 12/16                   | 4                       | 1                       | 0                       | 0                                 | 1                                  | 0                       | 2                       | 8-13                    | 4                       |
| 2016/2017               | 3/16                    | 13                      | 5                       | 1                       | 0                                 | 2                                  | 0                       | 5                       | 45-43                   | 19                      |

### Лидеры по набранным очкам

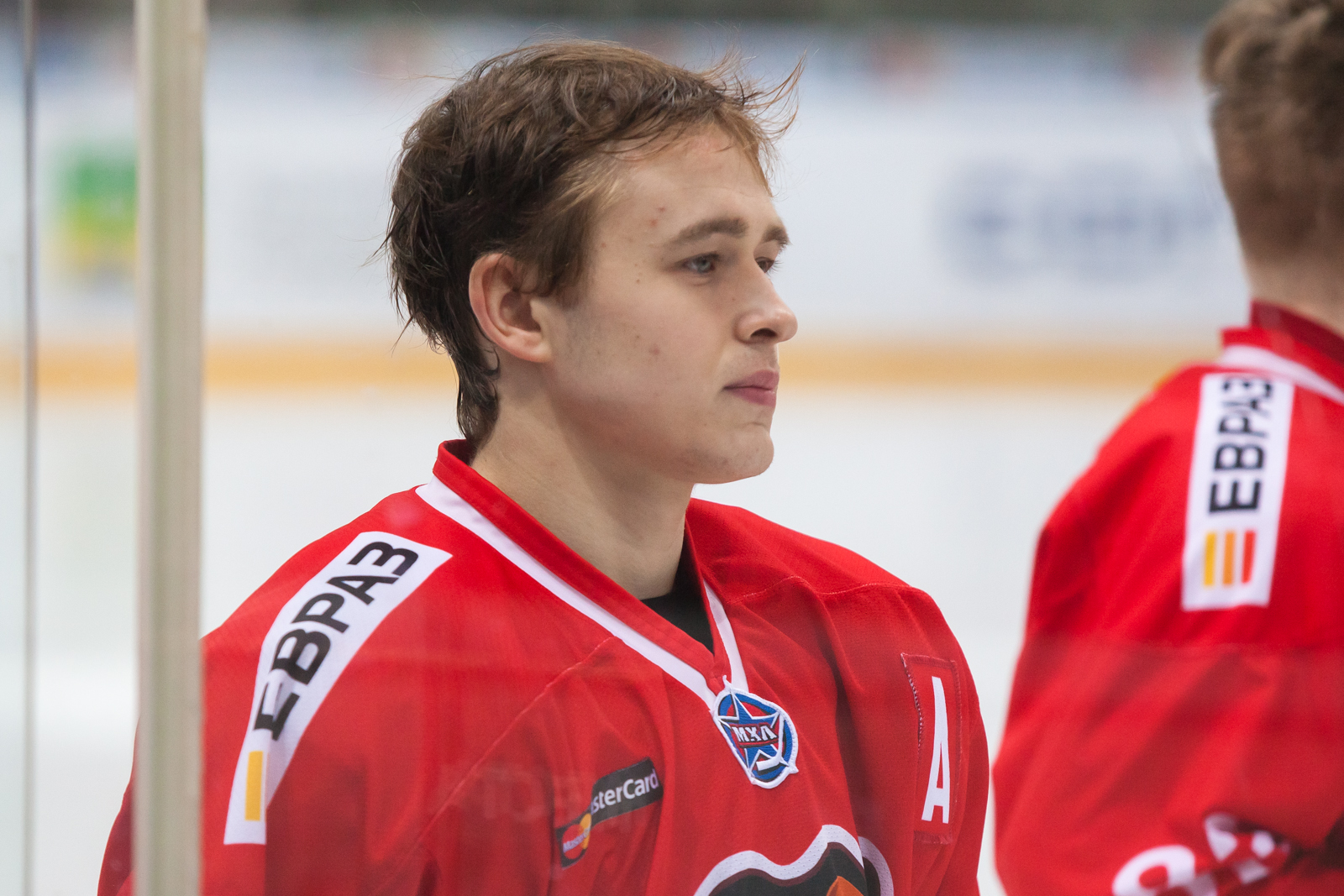
Андрей Караваев — нападающий команды и лидер по числу набранных очков.

В сезоне 2016/2017 сразу несколько игроков «Кузнецких Медведей» по его итогам вошли в число лидеров МХЛ по основным статистическим показателям.
Главным бомбардиром новокузнечан стал 19-летний нападающий Андрей Караваев, в списке самых результативных игроков гладкого сезона занявший 3 место. Форвард в 54 матчах набрал 79 (28+51) очков. Больше баллов заработали только омичи Артем Манукян (106 в 60) и Антон Ковалев (87 в 53), но при этом «Ястребы» не попали в плей-офф 2017. Караваев в сезоне 2016/2017 установил новый рекорд для хоккеистов «Кузнецких Медведей» по общему числу набранных очков в регулярном чемпионате и средней результативности за матч (см.таблицу). Прежний рекорд принадлежал Константину Турукину, сейчас выступающему в Высшей лиге за усть-каменогорское «Торпедо». В сезоне 2011/12 он набрал 62 очка в 60 матчах. По ходу сезона Караваев выдал результативную серию из 15 матчей.
| Лидеры по набранным очкам | Лидеры по набранным очкам | Лидеры по набранным очкам | Лидеры по набранным очкам | Лидеры по набранным очкам | Лидеры по набранным очкам | Лидеры по набранным очкам | Лидеры по набранным очкам          |
| Сезон                     | Игрок                     | Игр                       | Заброшено шайб            | Ассистент                 | Очки                      | Ср. очков за матч         | Команда сейчас (март 2017)         |
| ------------------------- | ------------------------- | ------------------------- | ------------------------- | ------------------------- | ------------------------- | ------------------------- | ---------------------------------- |
| 2016/2017                 | Андрей Караваев           | 54                        | 28                        | 51                        | 79                        | 1.46                      | «Кузнецкие Медведи»/«Металлург»    |
| 2015/2016                 | Дмитрий Старченко         | 41                        | 9                         | 29                        | 38                        | 0.92                      | «Кузнецкие Медведи» (тренер)       |
| 2014/2015                 | Дмитрий Старченко         | 48                        | 9                         | 22                        | 31                        | 0.64                      | «Кузнецкие Медведи» (тренер)       |
| 2013/2014                 | Леонид Джилов             | 56                        | 15                        | 22                        | 37                        | 0.66                      | «Металлург-Унивверситет», Студенты |
| 2012/2013                 | Илья Мусин                | 53                        | 21                        | 25                        | 46                        | 0.86                      | «Металлург», КХЛ                   |
| 2011/2012                 | Константин Турукин        | 60                        | 26                        | 36                        | 62                        | 1.03                      | «Металлург», ВХЛ                   |
| 2010/2011                 | Илья Мусин                | 44                        | 13                        | 19                        | 32                        | 0.72                      | «Металлург», КХЛ                   |
| 2009/2010                 | Илья Мусин                | 53                        | 20                        | 22                        | 42                        | 0.79                      | «Металлург», КХЛ                   |

### Лучшие снайперы команды

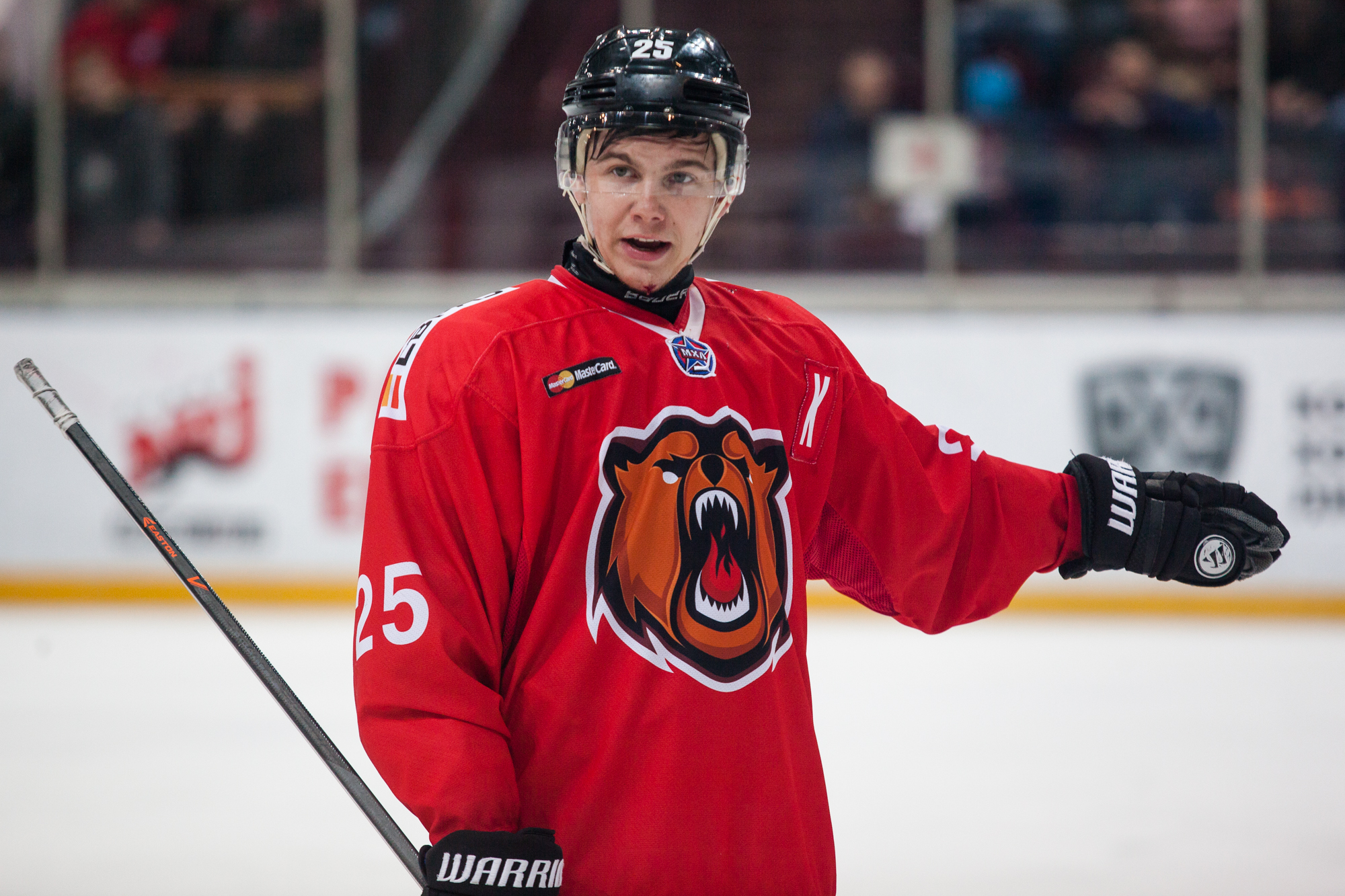
Константин Пархоменко — капитан команды, лидер по количеству заброшенных шайб и показателю полезности.

Капитан «Кузнецких Медведей» Константин Пархоменко стал четвертым бомбардиром МХЛ по ходу сезона 2016/2017. 20-летний нападающий в 52 матчах набрал 70 (31+39) очков и оказался лучшим снайпером новокузнечан, повторив командный рекорд, установленный в сезоне 2011/12 Вадимом Митряковым, сейчас выступающим в чемпионате Казахстана. Митряков тогда также отличился 31 раз, но при этом провел на 1 матч меньше, чем Константин (см.таблицу). По ходу чемпионата сезона 2016/2017 Пархоменко выдал голевую серию из 5 матчей, в которых забросил 9 шайб. В этом же сезоне Константин дебютировал в КХЛ в составе новокузнецкого «Металлурга» и в 9 матчах набрал 3 (2+1) очка. По числу заброшенных шайб в МХЛ Пархоменко занял в чемпионате 3 место, после омичей Ковалева (41 гол) и Манукяна (39). Нападающий «Медведей» Андрей Караваев в списке лучших снайперов лиги расположился на 6 месте с 28 голами. Также Караваев и Пархоменко вошли в десятку лучших ассистентов МХЛ. Андрей занял 2 место в лиге по числу результативных передач (51) — больше только у Манукяна (66), а Константин — 5 место (39). На 10-й позиции разместился еще один нападающий «Кузнецких Медведей» — 20-летний Александр Шевченко (37).

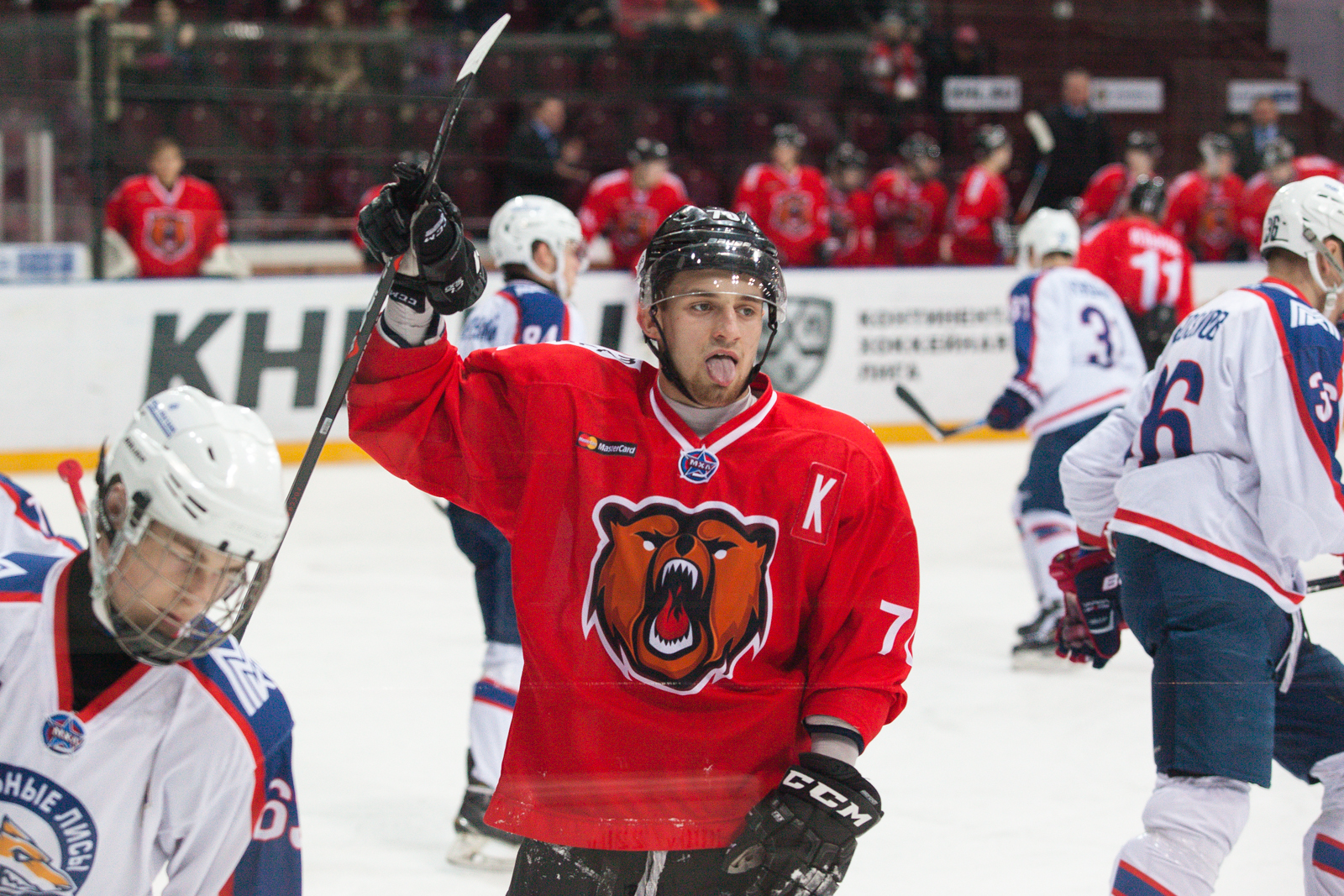
Денис Лудцев — нападающий, занимает шестую строчку в лиге по показатель полезности.

| Лучшие снайперы команды | Лучшие снайперы команды | Лучшие снайперы команды | Лучшие снайперы команды | Лучшие снайперы команды | Лучшие снайперы команды            |
| Сезон                   | Игрок                   | Игр                     | Заброшено шайб          | Ср. шайб за матч        | Команда сейчас (март 2017)         |
| ----------------------- | ----------------------- | ----------------------- | ----------------------- | ----------------------- | ---------------------------------- |
| 2016/2017               | Константин Пархоменко   | 52                      | 31                      | 0.59                    | «Кузнецкие Медведи»/«Металлург»    |
| 2015/2016               | Александр Креган        | 38                      | 16                      | 0.42                    | «Кузнецкие Медведи»/«Зауралье»     |
| 2014/2015               | Станислав Бутузов       | 47                      | 10                      | 0.21                    | «Металлург»/«Зауралье»             |
| 2014/2015               | Кирилл Зиновьев         | 47                      | 10                      | 0.21                    | «Кузнецкие Медведи»/«Металлург»    |
| 2013/2014               | Александр Репин         | 51                      | 20                      | 0.39                    | «Ариада-НХ», ВХЛ                   |
| 2012/2013               | Константин Шабунов      | 47                      | 23                      | 0.48                    | —                                  |
| 2011/2012               | Вадим Митряков          | 51                      | 31                      | 0.60                    | «Рубин», ВХЛ/«Бейбарыс», Казахстан |
| 2010/2011               | Вадим Митряков          | 41                      | 15                      | 0.36                    | «Рубин», ВХЛ/«Бейбарыс», Казахстан |
| 2009/2010               | Илья Мусин              | 53                      | 20                      | 0.37                    | «Металлург», КХЛ                   |

### Лучший показатель полезности

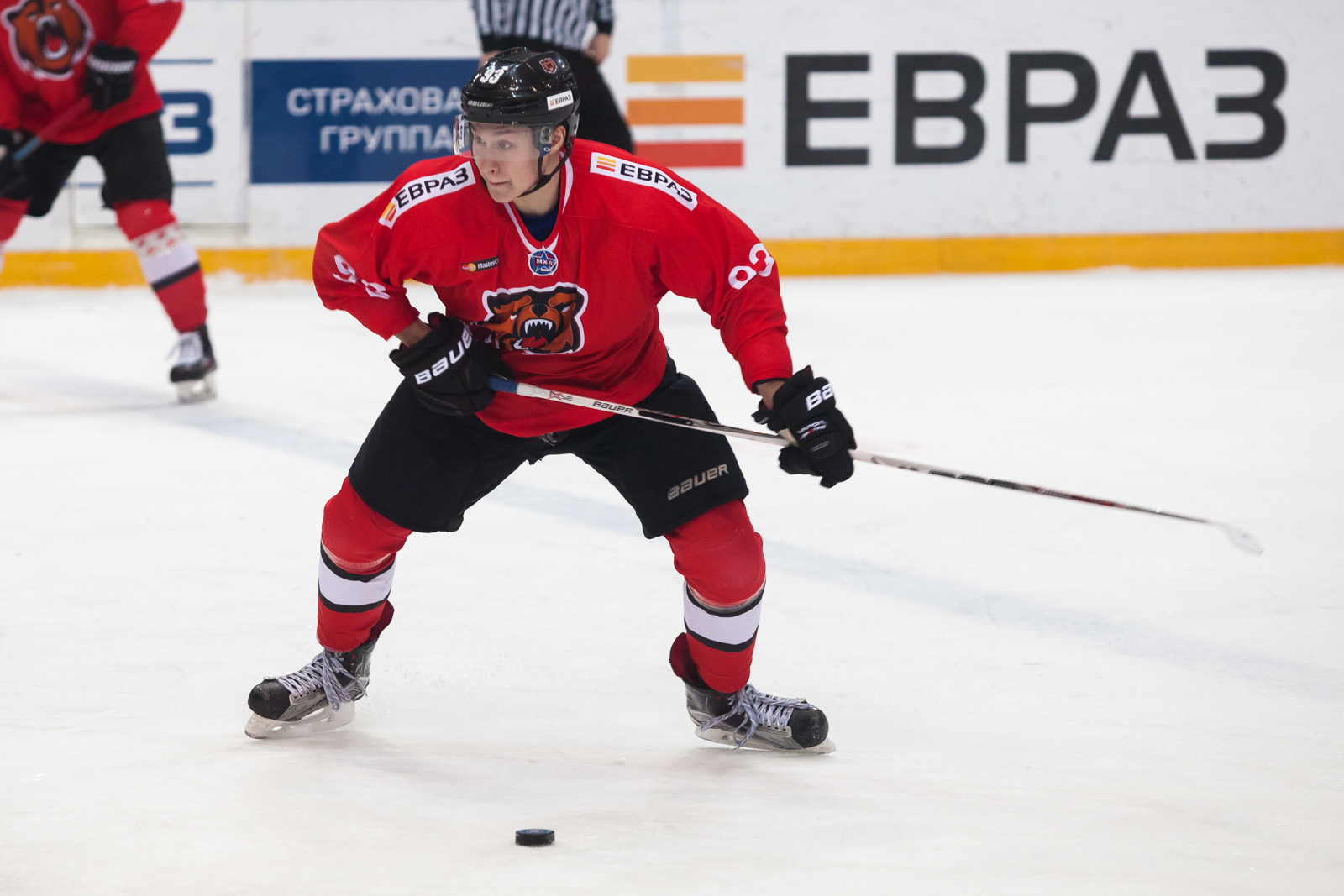
Марк Петров — защитник. Занимает девятую строчку в лиге по показателю полезности.

В сезоне 2016/2017 нападающий Константин Пархоменко установил новое достижение в истории «Кузнецких Медведей». До этого сезона ни одному игроку Новокузнецка не удавалось дойти до показателя «+30». Пархоменко же заработал «+42» и стал самым полезным хоккеистом не только команды, а всей Молодежной хоккейной лиги. Ранее рекорд по показателю полезности в «Медведях» принадлежал защитнику Алексею Кириллову, сейчас выступающему за московский «Спартак», который в сезоне 2012/13 заработал «+29» (см.таблицу).
В десятку лучших хоккеистов МХЛ по показателю полезности в регулярном чемпионате сезона 2016/2017 вошли еще трое новокузнечан. Андрей Караваев занял 4 место («+36»), 19-летний нападающий Денис Лудцев — на 6 месте («+34»), 20-летний защитник Марк Петров — на 9 месте («+31»). Лудцев и Петров стали единственными хоккеистами «Медведей» в гладком сезоне, кто принял участие во всех 60 матчах.
Самый результативный игрок новокузнечан в регулярном чемпионате сезона 2016/2017 Андрей Караваев вошел в число лидеров МХЛ еще и по количеству победных шайб. Таких голов в активе нападающего «Медведей» оказалось 7 и у Андрея 3 место по данному показателю в лиге после Игоря Голещихина («Авто») и Никиты Лощенко («Алмаз»), забросивших по 8 победных шайб.
| Лучший показатель полезности в команде | Лучший показатель полезности в команде | Лучший показатель полезности в команде | Лучший показатель полезности в команде | Лучший показатель полезности в команде |
| Сезон                                  | Игрок                                  | +/-                                    | Матчи                                  | Команда сейчас (март 2017)             |
| -------------------------------------- | -------------------------------------- | -------------------------------------- | -------------------------------------- | -------------------------------------- |
| 2016/2017                              | Константин Пархоменко                  | +42                                    | 52                                     | «Кузнецкие Медведи»/«Металлург»        |
| 2015/2016                              | Константин Пархоменко                  | +13                                    | 30                                     | «Кузнецкие Медведи»/«Зауралье»         |
| 2014/2015                              | Михаил Петрикеев                       | +7                                     | 47                                     | ЦСК ВВС, ВХЛ-Б                         |
| 2013/2014                              | Кирилл Капризов                        | +4                                     | 52                                     | «Салават Юлаев», КХЛ                   |
| 2012/2013                              | Алексей Кириллов                       | +29                                    | 58                                     | «Спартак», КХЛ                         |
| 2011/2012                              | Константин Турукин                     | +27                                    | 60                                     | «Торпедо», ВХЛ                         |
| 2011/2012                              | Антон Капотов                          | +27                                    | 37                                     | «Торос», ВХЛ                           |
| 2010/2011                              | Максим Кицын                           | +2                                     | 3                                      | «Торпедо», КХЛ/«Саров», ВХЛ            |
| 2009/2010                              | Илья Мусин                             | +6                                     | 53                                     | «Металлург», КХЛ                       |
| 2009/2010                              | Антон Капотов                          | +6                                     | 10                                     | «Торос», ВХЛ                           |